# Tegotettix sagittarius
Tegotettix sagittarius är en insektsart som först beskrevs av Bolívar, I. 1887.  Tegotettix sagittarius ingår i släktet Tegotettix och familjen torngräshoppor. Inga underarter finns listade i Catalogue of Life.